# Ephyrodes jurgiosa
Ephyrodes jurgiosa là một loài bướm đêm trong họ Erebidae.